# 天主教塔夸倫博教區
天主教塔夸倫博教區（拉丁語：Dioecesis Tacuarembiana）是烏拉圭一個羅馬天主教教區，屬 蒙得維的亞總教區。
教區成立於1960年10月2日，包括塔夸倫博省和里韋拉省。2010年有教友98,500人（佔轄區總人50.3%）、十六個堂區、廿二名司鐸。現任教區主教為胡立歐·凱撒·博尼諾·博尼諾。